# Platform of European Social NGOs
Die Platform of European Social NGOs, kurz Social Platform, ist ein Dachverband europäischer Nichtregierungsorganisationen mit Sitz in Brüssel. Ziel der Plattform ist es, die soziale Dimension der Europäischen Union zu stärken.

## Aufgaben und Selbstverständnis
Es ist der zentrale europäische Netzwerkakteur im Bereich der Sozialpolitik. Die drei großen EU-Organe (Rat der EU, Europäische Kommission und Europäisches Parlament) akzeptieren die Plattform als Ratgeberin in sozialpolitischen Fragen und stehen in einem zwar informellen, aber regelmäßigen Dialog zu ihr.
Die Social Platform wurde 1995 gegründet und vereinigt heute 40 europäische NGOs, Zusammenschlüsse und Netzwerke, die sich dafür einsetzen, die soziale Dimension der EU zu stärken. Eine vierstellige Zahl von lokal, regional oder national organisierten Vereinen, Verbänden und Freiwilligengruppen wird von ihren jeweiligen europäischen Dachverbänden in der Plattform vertreten.
Das von den Mitgliedern abgedeckte Themenspektrum reicht von sozialer Gerechtigkeit über soziale Dienste, Gesundheit, Wohnungslosigkeit, Rassismus und das lebenslange Lernen bis hin zur Bekämpfung von Armut. Die Vielzahl ihrer Mitglieder und deren inhaltliche Bandbreite verleiht der Social Platform ihre politische Bedeutung. In den letzten Jahren hat die Kooperation der Social Platform mit anderen europäischen Netzwerken, z. B. im Verbraucherschutz, Umweltschutz zugenommen.
Die Plattform finanziert sich zu ca. 80 % aus Mitteln der Europäischen Kommission, bemüht sich aber zunehmend auch um Drittmittel im Rahmen von Projektarbeit.

## Arbeitsweise
Die Plattform vertritt ihre Ideen über Stellungnahmen, politische Kampagnen, Pressearbeit, die Ausrichtung und Teilnahme an Konferenzen und Seminaren sowie regelmäßige Treffen mit den Vertretern von EU-Organen und anderen Akteuren:
- Zwei Mal jährlich treffen sich Vertreter der Europäischen Kommission mit Mitgliedern des Steering Group der Plattform. Zunehmend orientiert man sich neben der Generaldirektion (GD) Beschäftigung und Soziales auch in Richtung GD Binnenmarkt und GD Wettbewerb.
- Mitglieder des Management Committee nehmen ebenfalls zwei Mal jährlich an informellen, hochrangigen Treffen der gegenwärtigen, vorangegangenen und nachfolgenden EU-Ratspräsidentschaft (Trio-Ratspräsidentschaft) teil.
- Auch der Austausch mit dem Europäischen Parlament findet im kleinen Kreis statt, das heißt zwei Mal jährlich treffen sich Mitglieder des Management Committee mit den Koordinatoren des Ausschusses für Beschäftigung und soziale Angelegenheiten (EMPL) des Europäischen Parlaments.

Die Plattform erarbeitet ihre politischen Positionen in drei Arbeitsgruppen (siehe Struktur), die in der Regel vier Mal jährlich tagen. Beschlossen werden die Arbeitsergebnisse dann in der tagenden Steering Group, in der die Vollmitglieder der Social Platform stimmberechtigt sind.

## Struktur
- General Assembly: Die Generalversammlung vereint in der Regel einmal im Jahr alle Mitglieder, um grundsätzliche Entscheidungen zu treffen und das Management-Committee einschließlich des Präsidenten und anderer Funktionen zu wählen.
- Management Committee: Das Management-Committee wird vom General Assembly auf zwei Jahre gewählt. Es leitet die politische Arbeit, überwacht Abläufe und die Umsetzung der Arbeitsprogramme. Unter den sieben Mitgliedern sind aktuell:
  - Präsident der Social Platform Conny Reuter (Solidar),
  - Vizepräsidentin Heather Roy (EURODIACONIA) sowie
  - Vizepräsident Rodolfo Cattani (European Disability Forum).
- Steering Group: In der Steering Group erzielen die Mitglieder Einigkeit über ihre politischen Forderungen und Positionen, die von den drei Arbeitsgruppen vorbereitet werden. Sitzungen finden viermal jährlich statt vorbereitet. Neben der Kontrolle und Begleitung der Umsetzung des jährlichen Arbeitsprogramms ergibt sich hier die Möglichkeit zum Austausch über eigene Vorhaben.
- Working Groups: Politische Positionen und Kampagnen werden in der Regel in den Working Groups vorbereitet und geplant. Diese treffen sich viermal jährlich und sollen den Austausch zwischen den Mitgliedern bezüglich ihrer Aktivitäten fördern.
  - Social Policy Working Group: Hier werden allgemeine Themen (Entwicklung der Offenen Methode der Koordinierung, Lissabon-Strategie) und spezielle Legislativvorhaben (etwa zum Mutterschutz) diskutiert und Standpunkte und Empfehlungen erarbeitet.
  - Fundamental Rights and Anti Discrimination WG
  - Services of General Interest WG: Die Arbeitsgruppe analysiert und kommentiert Vorhaben mit Bezug auf Dienste der Daseinsvorsorge (grenzüberschreitende Gesundheitsversorgung, Beihilferecht, Qualität von sozialen Dienstleistungen, Sozialwirtschaft) im Spannungsfeld des europäischen Wettbewerbsrechts. Darüber hinaus berufen die Arbeitsgruppen gelegentlich so genannte Working Parties ein, um speziellere Themen zu bearbeiten.
- Sekretariat: Das siebenköpfige Sekretariat ist das ausführende Organ der Social Platform. Es setzt das Arbeitsprogramm um, informiert und unterstützt die Mitglieder in ihrer gemeinsamen Arbeit. Direktor ist Pierre Baussand.

## Mitgliedsorganisationen
Die Mitgliedschaft in der Platform steht europäischen Zusammenschlüssen und Netzwerken von Nichtregierungsorganisationen offen. Die Mitglieder der Platform sind Organisationen, die sich für die Interessen von Frauen, älteren Menschen, Menschen mit Behinderung, Arbeitslosen, Armen, Homosexuellen, Jugendlichen und Kindern sowie Familien einsetzen. Darüber hinaus sind europäische Organisationen beteiligt, die sich im Bereich der sozialen Gerechtigkeit, Wohnungslosigkeit, Lebenslanges Lernen oder Rassismus engagieren. Zu den bekanntesten zählen
• AGE - The European Older People’s Platform
• Caritas Europa
• COFACE - Confederation of Family Organisations in the EU
• EAPN - European Anti-Poverty Network
• EDF - European Disability Forum
• EPHA - European Public Health Alliance
• EURAG - European Federation of Older Persons
• EURODIACONIA
• ICSW - International Council on Social Welfare
• ILGA Europe - The European Region of the International Lesbian and Gay Association
• Solidar